# Lyle Lovett
Lyle Lovett (* 1. listopadu 1957, Klein, Texas, USA) je americký countryový zpěvák, filmový herec a písničkář, čtyřnásobný držitel Ceny Grammy, bývalý manžel americké herečky Julie Robertsové. Během svého života prozatím vydal celkem 13 alb.

## Osobní život
Od června 1993 do března 1995 byla jeho ženou americká filmová hvězda Julia Roberts. I po rozvodu zůstali nadále přáteli. Společně vystupovali na některých jeho koncertech a zahráli si ve filmu Hráč z roku 1992 režiséra Roberta Altmana .